# 油坊胡同
39°54′15″N 116°22′35″E / 39.904184°N 116.3763778°E
油坊胡同是位于中国北京市西城区东部的一条胡同。现已拓宽为交通干道。

## 简介
油坊胡同原来北起西绒线胡同，南到象牙胡同。2000年代经过拓宽改建，改为北起西长安街，南到大方胡同。明朝，该胡同始称“油坊胡同”。以榨油作坊而得名。
中国古时的油坊，均为手工作业。油的原料主要为芝麻、花生、大豆，分别用以制作香油、花生油、豆油。过去油坊不让女人进入，因为造油者都是光着膀子的青年男子。油坊内巨大的木杆既粗又滑，十分光亮，是无数的造油者抚摸及油的浸润而成。压榨出油的石磨一般靠驴拉动。